# Oreochromis lepidurus
Oreochromis lepidurus är en fiskart som först beskrevs av Boulenger, 1899.  Oreochromis lepidurus ingår i släktet Oreochromis och familjen Cichlidae. IUCN kategoriserar arten globalt som starkt hotad. Inga underarter finns listade i Catalogue of Life.